# Polyalthia microtus
Polyalthia microtus är en kirimojaväxtart som beskrevs av Friedrich Anton Wilhelm Miquel. Polyalthia microtus ingår i släktet Polyalthia och familjen kirimojaväxter. Inga underarter finns listade i Catalogue of Life.